# Michael Ende

Unterschrift von Michael Ende

Michael Andreas Helmuth Ende (* 12. November 1929 in Garmisch; † 28. August 1995 in Filderstadt) war ein deutscher Schriftsteller. Er zählt zu den erfolgreichsten deutschen Jugendbuchautoren. Bücher wie Die unendliche Geschichte, Momo und Jim Knopf und Lukas der Lokomotivführer waren internationale Erfolge und wurden vielfach für Film, Fernsehen und Theater adaptiert. Endes Werke verkauften sich gemäß Verlagsangaben weltweit über 35 Millionen Mal und wurden in mehr als 50 Sprachen übersetzt.

## Leben
Michael Ende war der Sohn des surrealistischen Malers Edgar Ende (1901–1965) und dessen Ehefrau Luise Bartholomä (1892–1973). Kurz nach seiner Geburt zogen die Eltern von Garmisch nach München, da der Vater sich dort bessere Erfolgsaussichten als Maler versprach. Die ersten Jahre seines Lebens verbrachte Ende daher in den heutigen Münchener Stadtteilen Pasing und Schwabing. Mitte der 1930er-Jahre geriet die Familie in eine Krise, als Edgar Endes Werke von der NS-Reichskulturkammer als entartete Kunst eingestuft wurden. Viele Freunde und Kollegen des Vaters, manche von ihnen Juden, wurden deportiert. Michael Ende lernte als kleines Kind, Außenstehenden gegenüber nichts von dem zu Hause Gehörten zu verraten. Ab 1940 besuchte Ende das Maximiliansgymnasium in München, wobei er nach eigenen Angaben ein schlechter Schüler war und die Schule verabscheute. 1943 wurde das Gymnasium evakuiert und Ende kam mit der Kinderlandverschickung in seinen Geburtsort Garmisch-Partenkirchen zurück.
Als der 15-jährige Ende wenige Wochen vor Kriegsende seinen Stellungsbefehl zur „Heimatverteidigung“ erhielt, zerriss er diesen und schloss sich der Freiheitsaktion Bayern an. 1948 absolvierte Ende das Abitur an der Waldorfschule in Stuttgart. Während der Zeit in Stuttgart unternahm er erste Schreibversuche, beeinflusst von der dadaistischen und expressionistischen Dichtung. Anschließend besuchte Ende bis 1950 die Schauspielschule Otto Falckenberg in München. Er wollte sich dadurch einen Ansatz für eine spätere Karriere als Theaterautor schaffen; eine Schauspielkarriere war nicht sein Hauptziel. Nach der Ausbildung agierte Ende als Schauspieler bis 1953 an verschiedenen Regionaltheatern, unter anderem mehrere Monate am Landestheater in Schleswig-Holstein. Während dieser Zeit verfasste er Texte für verschiedene politische Kabaretts. Von 1954 bis 1962 war er auch als Filmkritiker für den Bayerischen Rundfunk tätig, was erstmals ein festes Einkommen für ihn war.
Mit eigenen, meist dramatischen Theaterstücken blieb Ende erfolglos. Ende der 1950er-Jahre verfasste er sein Manuskript Jim Knopf und Lukas der Lokomotivführer: „Ich setzte mich also an meine Schreibmaschine und schrieb: Das Land, in dem Lukas der Lokomotivführer lebte, war nur sehr klein. Das war der erste Satz, und ich hatte nicht die geringste Vorstellung, wie der zweite heißen würde. Ich hatte keinerlei Plan zu einer Geschichte und keine Idee. Ich ließ mich einfach ganz absichtslos von einem Satz zum anderen, von einem Einfall zum nächsten führen. So entdeckte ich das Schreiben als ein Abenteuer. Die Geschichte wuchs und wuchs, immer mehr Gestalten stellten sich ein, Handlungsfäden begannen zu meinem eigenen Erstaunen sich durcheinander zu weben.“ Diese recht ungewöhnliche Arbeitsweise verglich Ende gerne mit der Arbeitsmethode eines Malers, der oftmals nur eine vage Idee habe, doch dann während des Arbeitsprozesses aus dem Material etwas viel Besseres entstehen lasse. Nach zehn Monaten Arbeit war Jim Knopf fertig. Das Manuskript wurde zunächst über eineinhalb Jahre von insgesamt zwölf Verlagen abgelehnt, etwa mit der Begründung, es sei zu lang für ein Kinderbuch. Erst 1960 wurde das Werk auf Betreiben der Verlegerin Lotte Weitbrecht in ihrem Thienemann Verlag in Stuttgart veröffentlicht. Jim Knopf gewann den Deutschen Jugendliteraturpreis und ist seitdem ein großer Erfolg. Im Thienemann-Verlag veröffentlichte Ende in den folgenden Jahrzehnten die meisten seiner Werke.
Der Erfolg von Jim Knopf machte Ende erstmals finanziell unabhängig. Im Jahr 1964 heiratete er die Schauspielerin Ingeborg Hoffmann. Zwischen den Jahren 1965 bis 1971 lebte Ende mit seiner Familie im Alten Schloss in Valley in der Nähe von München. Eine Enttäuschung für ihn war 1967 die erfolglose Inszenierung seiner Tragikomödie Die Spielverderber, die schlechte Kritiken bekam. Verschiedene Kritiker in Deutschland machten Ende, gerade seines Jim Knopf wegen, Eskapismus zum Vorwurf und warfen ihm vor, mit seinen positiven Märchen die Kinder nicht auf das richtige Leben vorzubereiten. Er wurde in der Kritik als „Schreiberling für Kinder“ abgetan. Unter anderem wegen dieser Eskapismus-Debatte zogen Ende und seine Frau Anfang der 1970er-Jahre nach Italien. Sie ließen sich in Genzano di Roma, etwa 30 Kilometer südöstlich von Rom, in der Villa Liocorno (Einhorn) nieder. Michael Ende betonte, dass man in Italien im Gegensatz zu Deutschland nicht die strenge Unterscheidung zwischen realistischer und fantastischer Literatur mache, sondern es dort nur auf die Qualität des Geschriebenen ankomme.

„Man darf von jeder Tür aus in den literarischen Salon treten, aus der Gefängnistür, aus der Irrenhaustür oder aus der Bordelltür. Nur aus einer Tür darf man nicht kommen, aus der Kinderzimmertür. Das vergibt einem die Kritik nicht. Das bekam schon der große Rudyard Kipling zu spüren. Ich frage mich immer, womit das eigentlich zu tun hat, woher diese eigentümliche Verachtung alles dessen herrührt, was mit dem Kind zu tun hat.“

In Italien entstand 1973 sein märchenhafter Roman Momo, der mit über sieben Millionen verkauften Exemplaren eines seiner weltweit erfolgreichsten Werke ist. Im Jahr 1985 war Ende auch einer der Autoren des Drehbuchs für die Verfilmung Momo unter Regie von Johannes Schaaf. In diesem Film übernahm Ende einen kleinen Gastauftritt als Zugpassagier. In den 1970er-Jahren hatte Ende in enger Zusammenarbeit mit dem Komponisten Mark Lothar bereits das Libretto zur Oper Momo und die Zeitdiebe geschrieben. Die Uraufführung fand 1978 am Landestheater Coburg statt. Ebenfalls ab 1978 arbeitete er regelmäßig mit dem Komponisten Wilfried Hiller zusammen. Aus dieser Partnerschaft entstanden zahlreiche Musiktheaterstücke, wie 1985 Der Goggolori oder das Hörspiel Norbert Nackendick oder das nackte Nashorn. Anfang der 1980er-Jahre veröffentlichte er mit dem Politiker Erhard Eppler und der Schauspielerin Hanne Tächl den Gesprächsband Phantasie/Kultur/Politik, der sich gegen das technokratische Denken in Politik und Wirtschaft aussprach.
Im Jahr 1979 schrieb Michael Ende seinen fantastischen Roman Die unendliche Geschichte. Das Buch verkaufte sich weltweit etwa zehn Millionen Mal und wurde in vierzig Sprachen übersetzt. In den 1980er-Jahren erreichte Endes Popularität einen Höhepunkt, und er dominierte mit mehreren Titeln die Bestseller-Listen in Deutschland. Die großangelegte Verfilmung der unendlichen Geschichte im Jahr 1984 durch den Produzenten Bernd Eichinger befürwortete Ende zunächst; als er den fertigen Film zu sehen bekam, war er aber entsetzt und bezeichnete ihn als „gigantisches Melodram aus Kitsch, Kommerz, Plüsch und Plastik“. Er kritisierte unter anderem, dass es dem Film an innerer Logik mangele und er die Grundbotschaften des Buches nicht mehr vermittle. Michael Ende ließ sich aus den Filmcredits streichen und prozessierte anschließend lange und letztlich erfolglos gegen die Filmemacher, dass sie entweder den Film umbenennen oder die Produktion stoppen sollten.
1983 erschien Endes Der Spiegel im Spiegel, eine surrealistische Geschichtensammlung, die sich vorwiegend an erwachsene Leser richtet. Mit seinen Werken versuchte Ende, sich nun auch als ernsthafter Autor für Erwachsene zu profilieren. Aber die deutsche Literaturkritik – weniger die ausländische – blieb Ende gegenüber weitgehend abweisend. Marcel Reich-Ranicki äußerte beispielsweise „Zum Phänomen Ende äußere ich mich nicht“, woraufhin Ende den Kritiker mit der Figur des scheußlichen, nutzlosen „Büchernörgele“ in seinem 1989 erschienenen Kinderbuch Der satanarchäolügenialkohöllische Wunschpunsch aufs Korn nahm. Der satanarchäolügenialkohöllische Wunschpunsch bedeutete erneut einen Erfolg für Ende und brachte ihm den Literaturpreis La vache qui lit ein. Nach weiteren Kinderbüchern Anfang der 1990er-Jahre erschien 1994 das Werk Zettelkasten, in dem Ende Skizzen und Notizen aus seinen Archiven veröffentlichte und auch erstmals direkt über sein eigenes Leben schrieb.
Nachdem seine erste Frau Ingeborg Hoffmann 1985 unerwartet verstorben war, kehrte Ende von Italien nach München zurück. Er heiratete 1989 die japanische Übersetzerin Mariko Satō (佐藤 真理子), die einige seiner Werke ins Japanische übersetzt hat. Zu Japan und seiner Kultur besaß Ende eine starke Zuneigung und besuchte dieses Land mehrmals. 1994 wurde bei Michael Ende Magenkrebs diagnostiziert, er starb an der Erkrankung am 28. August 1995 im Alter von 65 Jahren in Filderstadt. Seine letzte Arbeit, ein Libretto für eine musikalische Aufführung, blieb unvollendet.

## Grabstätte

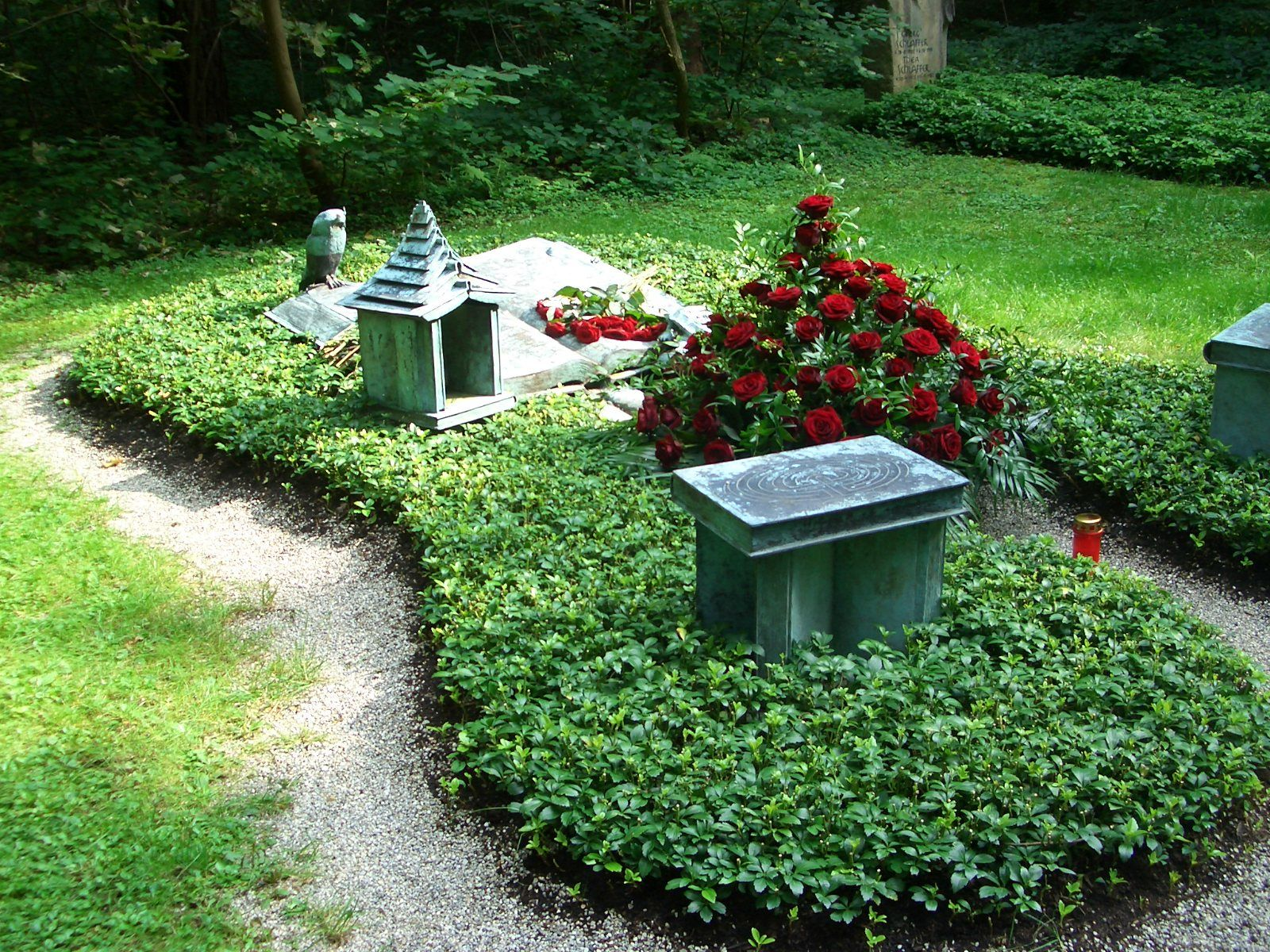
Michael Endes Grab auf dem Münchner Waldfriedhof

Die letzte Ruhestätte hat Michael Ende auf dem Waldfriedhof (alter Teil) in München (Grab Nr. 212-W-3) gefunden. Das Grab ist von einem großen Buch in Bronze gekennzeichnet, aus dem Märchenfiguren seiner Werke reliefartig hervortreten. Ebenfalls als Bücher gestaltet sind zwei Sitzhocker davor und ein kleiner Tempel. Das Grabmal hat Ludwig Valentin Angerer geschaffen.

## Nachlass
Endes literarischen Nachlass verwaltet das Deutsche Literaturarchiv in Marbach am Neckar. Einzelne Exponate, wie die Manuskripte von Die unendliche Geschichte und Der satanarchäolügenialkohöllische Wunschpunsch, sind im Literaturmuseum der Moderne in Marbach in der Dauerausstellung zu sehen. Teile des Nachlasses befinden sich im Michael-Ende-Museum der Internationalen Jugendbibliothek im Münchener Schloss Blutenburg und im Michael-Ende-Archiv im Märchenmuseum Kurohime Dōwakan in Shinano, Japan.

## Themen und Einflüsse
Vieles in Michael Endes Werk ist von Rudolf Steiner und den Vorstellungen der Anthroposophie beeinflusst, zu der er allerdings ein kritisches Verhältnis pflegte. Er versuchte, dem Gedanken an die Bedeutungslosigkeit der Welt, der unter anderem als das alles zerstörende Nichts in der Unendlichen Geschichte Eingang in sein Werk fand, entgegenzuwirken. Ende sah es als Aufgabe von Kunst und Literatur, einen Sinn für das Leben der Menschen zu stiften. „Ich bin überzeugt, daß es außerhalb der mit unseren Sinnen wahrnehmbaren Welt noch eine andere reale Welt gibt und daß der Mensch von dort herkommt und dort wieder hingeht. Für mich ist die Natur nicht bloß die Summe aus Chemie und Physik. (…) Für mich schaut die Welt so aus, daß der gesamte Kosmos wie ein riesiges Amphitheater von Göttern und Dämonen erfüllt ist, die mit atemloser Spannung zuschauen, was wir hier machen. Ich halte uns für den Mittelpunkt des Universums. Wenn ich das nicht mehr glauben könnte, wüßte ich nicht, warum ich überhaupt leben sollte.“
In Michael Ende hätte die „deutsch-romantische Seele“ wieder einen „Dichter, Seher, Helfer, Wegweiser, Sinngeber“ gefunden, was von den großen deutschen Nachkriegsautoren keiner sein wollte, schrieb etwa Der Spiegel im Jahr 1984. In vielen Fällen waren seine Werke Mischungen aus Realität und Fantasie, so etwa Die unendliche Geschichte, in der ein Mensch unserer Welt ein fantastisches Traumland betritt. Die surrealistischen Werke seines Vaters fanden auch an mehreren Stellen Eingang in Endes Werk, insbesondere in der Geschichtensammlung Der Spiegel im Spiegel; ebenfalls die fernöstliche Kultur, speziell das japanische Theater, welches Ende sehr bewunderte.
In seinen Kinderbüchern thematisierte Ende auch gesellschaftliche Themen, sodass er „keineswegs unpolitisch, sondern in der Tat hochgradig politisiert“ war. So lässt sich laut Julia Voss Jim Knopf als Gegengeschichte zu nationalsozialistischen Bilderwelten lesen. In Jim Knopf wird beispielsweise auf die NS-Rassenpolitik angespielt, wenn die Drachen sich in vollwertige Drachen oder „Halbdrachen“ einteilen. Sowohl Momo als auch die Unendliche Geschichte thematisieren die Gefahren einer modernen Welt, in der Fantasie, Mythen und Menschlichkeit im Verschwinden begriffen sind. Die unendliche Geschichte und Der satanarchäolügenialkohöllische Wunschpunsch lassen sich als Kritik am Umgang des Menschen mit der Umwelt lesen, weshalb Ende auch zu einem beliebten Autor der Atomkraftgegner und der Friedensbewegung wurde. In Tilman Urbachs Film Michael Ende – der Vater der Unendlichen Geschichte betont sein Lektor Roman Hocke, dass Ende sich als reiner „Märchenonkel“ verkannt sah. Die Filmsprecherin: „Michael Endes Bücher sind trotz aller Phantasterien Zivilisationskritiken, hinter denen die Vision einer anderen, besseren Welt steht.“ Er befasste sich auch mit Ökonomie, speziell mit dem Gedanken einer Geldreform nach Silvio Gesell. Viele seiner Gedanken zur Ökonomie verarbeitete er in Momo. In seinem letzten, 1994, ein Jahr vor seinem Tod erschienenen Buch Zettelkasten übte er im Abschnitt „Geld und Wachstum“ offene Kritik an „einem Wirtschafts- und Finanzsystem, das inzwischen alle Merkmale einer veritablen Karzinombildung angenommen hat: Es muß ständig wachsen, um zu existieren. Dieses Prinzip gilt für den ehemaligen Staatskapitalismus ebenso wie für den noch existierenden Privatkapitalismus.“

## Rezeption
Die meisten Bücher Michael Endes erschienen zuerst im Thienemann Verlag, später auch auf Betreiben seines Verlegers und Lektors Hansjörg Weitbrecht in dessen Tochterunternehmen, der Edition Weitbrecht. Auch wurden seine Geschichten vertont und als Hörbücher und Hörspiele mit bekannten Sprechern veröffentlicht.
Seine Werke wurden gemäß Verlagsangaben in über 50 Sprachen übersetzt und haben weltweit eine Gesamtauflage von über 35 Millionen erreicht. Besonderen Erfolg hatte sein Kinderbuch Jim Knopf und Lukas der Lokomotivführer, das u. a. in der szenischen Darstellung der Augsburger Puppenkiste im Fernsehen gezeigt wurde. Die Verfilmungen seiner Romane Momo und Die unendliche Geschichte trugen ebenfalls zu seiner Bekanntheit bei.
Endes Werke wurden vielfältig rezipiert und interpretiert. Unter anderem wurden Museumsausstellungen organisiert. Die Band Tocotronic widmete ihm 1995 ein Lied (Michael Ende, du hast mein Leben zerstört), welches den Einfluss von Endes Werk auf eine ganze Generation von Jugendlichen thematisiert.

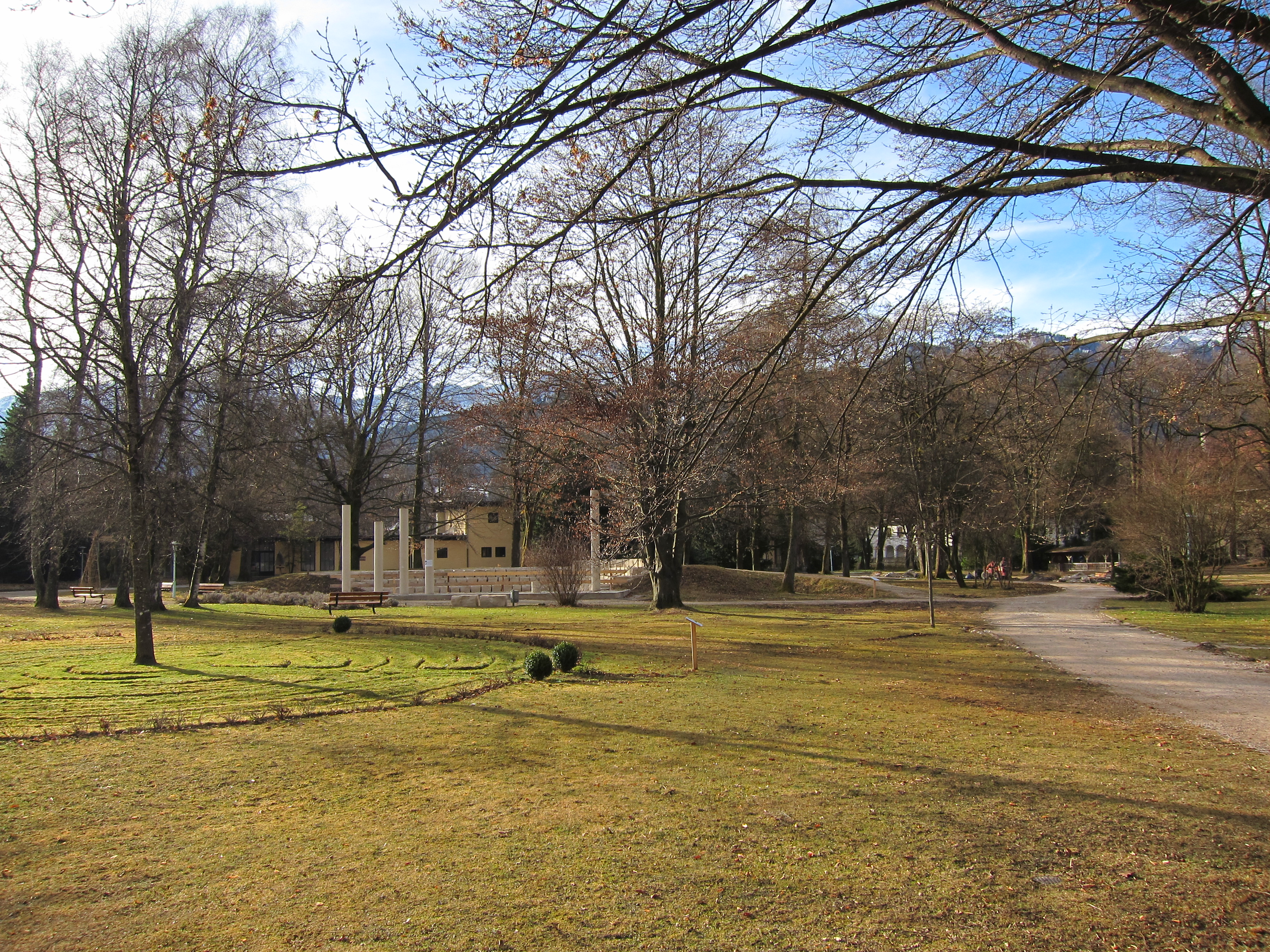
Kurpark Garmisch-Partenkirchen: Die Michael-Ende-Linde mit Rasenlabyrinth (links).

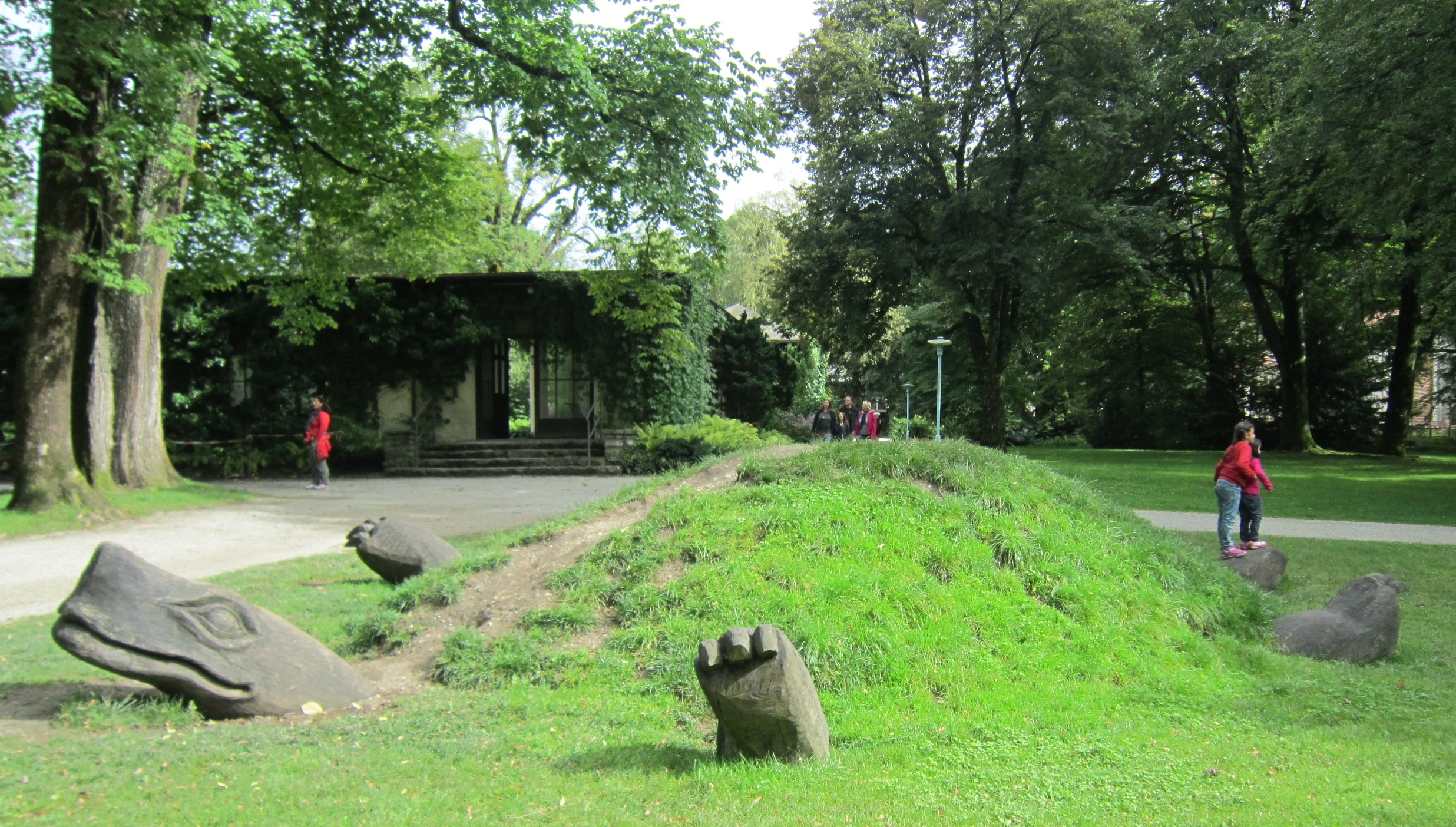
Skulptur der uralten Morla im Michael-Ende-Kurpark Garmisch-Partenkirchen

1990 hatte Michael Ende im Garmischer Kurpark eine Kaiserlinde gepflanzt, um seine Verbundenheit mit seinem Geburtsort auszudrücken. Der Kurpark wurde 2009 zu Ehren des Autors in „Michael-Ende-Kurpark“ umbenannt. Inmitten des Kurparks war im Kurhaus von 2007 bis Ende 2016 eine Dauerausstellung „Der Anfang vom Ende“ über die Kindheit und Jugend, das Leben und Werk Endes untergebracht.
Zahlreiche Schulen sind nach Michael Ende benannt.

## Auszeichnungen (Auswahl)
- 1961: Deutscher Jugendliteraturpreis für Jim Knopf und Lukas der Lokomotivführer
- 1967: Hugo-Jacobi-Preis
- 1974: Deutscher Jugendliteraturpreis für Momo
- 1979: Buxtehuder Bulle für Die unendliche Geschichte
- 1980: Großer Preis der Deutschen Akademie für Kinder- und Jugendliteratur e. V. Volkach
- 1980: Wilhelm-Hauff-Preis für Die unendliche Geschichte
- 1981: Internationaler Janusz-Korczak-Literaturpreis für Die unendliche Geschichte
- 1982: Lorenzo il Magnifico-Preis der Accademia Internazionale Medicea (AIM)
- 1983: Zilveren Griffel für Die unendliche Geschichte
- 1986: Bayerischer Poetentaler
- 1989: Bundesverdienstkreuz am Bande
- 1990: La vache qui lit für Der satanarchäolügenialkohöllische Wunschpunsch
- 1996: Kurd-Laßwitz-Preis für Der lange Weg nach Santa Cruz

## Werke

### Kinder- und Jugendbücher
- Jim Knopf und Lukas der Lokomotivführer. Illustrationen: F. J. Tripp. Thienemann, Stuttgart 1960, ISBN 3-522-17650-2.
- Jim Knopf und die Wilde 13. Thienemann, Stuttgart 1962, ISBN 3-522-17651-0.
- Das Schnurpsenbuch. Thienemann, Stuttgart 1969, ISBN 3-522-12890-7.
- Tranquilla Trampeltreu die beharrliche Schildkröte. Illustrationen: Manfred Schlüter. Thienemann, Stuttgart 1972, ISBN 3-522-41030-0.
- Momo. Ein Märchen-Roman. Thienemann, Stuttgart 1973, ISBN 3-522-11940-1. (Platz 1 der Spiegel-Bestsellerliste vom 19. bis zum 25. Juli 1982 und vom 11. bis zum 17. Juli 1983)
- Das kleine Lumpenkasperle. Bilder von Roswitha Quadflieg. Urachhaus, Stuttgart 1975, ISBN 3-522-43537-0.
- Das Traumfresserchen. Thienemann, Stuttgart 1978, ISBN 3-522-41500-0.
- Lirum Larum Willi Warum. Thienemann, Stuttgart 1978, ISBN 3-87838-231-6.
- Die unendliche Geschichte. Bilder von Roswitha Quadflieg. Thienemann, Stuttgart 1979, ISBN 3-522-17684-7. (Platz 1 der Spiegel-Bestsellerliste in den Jahren 1981 bis 1984)
- Der Lindwurm und der Schmetterling oder Der seltsame Tausch. Illustrationen: Manfred Schlüter. Thienemann, Stuttgart 1981, ISBN 3-522-43495-1.
- Die Schattennähmaschine. Thienemann, Stuttgart 1982, ISBN 3-522-12790-0.
- Filemon Faltenreich. Thienemann, Stuttgart 1984, ISBN 3-522-43483-8.
- Norbert Nackendick oder das nackte Nashorn. Illustrationen: Manfred Schlüter. Thienemann, Stuttgart 1984, ISBN 3-522-42430-1.
- Ophelias Schattentheater. Thienemann, Stuttgart 1988, ISBN 3-522-42520-0.
- Der satanarchäolügenialkohöllische Wunschpunsch. Bilder von Regina Kehn. Thienemann, Stuttgart 1989, ISBN 3-522-16610-8.
- Die Geschichte von der Schüssel und vom Löffel. Thienemann, Stuttgart 1990, ISBN 3-522-14870-3.
- Lenchens Geheimnis. Thienemann, Stuttgart 1991, ISBN 3-522-16690-6.
- Der lange Weg nach Santa Cruz. Thienemann, Stuttgart 1992, ISBN 3-522-16809-7.
- Der Teddy und die Tiere. Thienemann, Stuttgart 1993, ISBN 3-522-43138-3.

Postume Veröffentlichungen
- Die Zauberschule im Wünschelreich. Thienemann, Stuttgart 1999, ISBN 3-522-17282-5.
- Vom Wunsch aller Wünsche und andere Geschichten. Thienemann, Stuttgart 1998, ISBN 3-570-27000-9.
- Die Rüpelschule. Thienemann, Stuttgart 2002, ISBN 3-522-43381-5.
- Rodrigo Raubein und Knirps, sein Knappe. Illustrationen: Regina Kehn. Thienemann, Stuttgart 2019, ISBN 978-3-522-18500-4 (fertiggestellt von Wieland Freund).

### Weitere Prosa
- Der Spiegel im Spiegel. Ein Labyrinth. Weitbrecht, Stuttgart 1984, ISBN 3-423-13503-4.
- mit Jörg Krichbaum: Die Archäologie der Dunkelheit. Gespräche über Kunst und das Werk des Malers Edgar Ende. Stuttgart 1985, ISBN 3-522-70190-9.
- Das Gefängnis der Freiheit. Erzählungen. Weitbrecht, Stuttgart 1992, ISBN 3-492-24990-6.
- Die Vollmondlegende. Piper, München 1993, ISBN 3-492-71460-9.
- Zettelkasten. Skizzen und Notizen. Weitbrecht, Stuttgart 1994, ISBN 3-492-26356-9.

Postume Veröffentlichungen
- Der Niemandsgarten. Aus dem Nachlass. Weitbrecht, Stuttgart 1998, ISBN 3-492-25717-8.

### Lyrik
- Trödelmarkt der Träume. Mitternachtslieder und leise Balladen. Weitbrecht, Stuttgart 1986, ISBN 3-492-24798-9.

### Sachbücher
- mit Joseph Beuys: Kunst und Politik – ein Gespräch. FIU-Verlag, Wangen 1989, ISBN 3-928780-48-4.
- mit Joseph Beuys: Kunst und Politik – Gesprächsfortsetzung. DVD. FIU-Verlag, Wangen 2011, ISBN 978-3-928780-53-7.
- mit Erhard Eppler und Hanne Tächl: Phantasie / Kultur / Politik. Protokoll eines Gesprächs. Weitbrecht, Stuttgart 1982, ISBN 3-522-70020-1.

### Als Herausgeber
- Mein Lesebuch. Fischer Taschenbuch, Frankfurt am Main 1983, ISBN 3-596-25323-3.

### Theaterstücke und Opernlibretti
- Die Spielverderber oder: Das Erbe der Narren (Theaterstück, 1967)
- Momo und die Zeitdiebe (Libretto, 1978; Musik: Mark Lothar)
- Das Gauklermärchen (Theaterstück, 1982)
- Der Goggolori (Eine bairische Mär, Stück in acht Bildern, 1984; Musik: Wilfried Hiller)
- Die Jagd nach dem Schlarg. Variationen in Lewis Carrolls gleichnamigem Nonsensgedicht. (Libretto, 1987; Musik: Wilfried Hiller)
- Das Traumfresserchen (Libretto, 1991; Musik: Wilfried Hiller)
- Der Rattenfänger (Libretto, 1993; Musik: Wilfried Hiller)
- Die Geschichte von der Schüssel und vom Löffel (Libretto und Musik, 1998: Claus Kühnl)

## Adaptionen seiner Werke

### Verfilmungen
- Jim Knopf und Lukas der Lokomotivführer (Deutschland, 1961, TV, schwarz-weiß), fünf Teile mit Figuren der Augsburger Puppenkiste
- Jim Knopf und die wilde 13 (Deutschland, 1962, TV, schwarz-weiß), fünf Teile mit Figuren der Augsburger Puppenkiste
- Jim Knopf und Lukas der Lokomotivführer (Deutschland, 1977, TV, Farbe), unter der Regie von Manfred Jenning, vier Teile mit Figuren der Augsburger Puppenkiste
- Jim Knopf und die wilde 13 (Deutschland, 1978, TV, Farbe), unter der Regie von Manfred Jenning, vier Teile mit Figuren der Augsburger Puppenkiste
- Die unendliche Geschichte (D, 1984), unter der Regie von Wolfgang Petersen, mit Barret Oliver, Tami Stronach, Noah Hathaway, Gerald McRaney, Tilo Prückner, Heinz Reincke u. a.
- Momo (West-Deutschland, 1986), unter der Regie von Johannes Schaaf, mit Radost Bokel, Mario Adorf, Armin Mueller-Stahl, John Huston u. a. – Ende als Drehbuchautor und Darsteller einer Nebenrolle beteiligt
- Die unendliche Geschichte II – Auf der Suche nach Phantásien (USA/Deutschland 1990), unter der Regie von George Trumbull Miller, mit Jonathan Brandis, Kenny Morrison, Clarissa Burt u. a. – nur Handlungselemente und Figuren aus Die unendliche Geschichte übernommen
- Die unendliche Geschichte III – Rettung aus Phantásien (USA/Deutschland 1994), unter der Regie von Peter MacDonald, mit Jason James Richter, Melody Kay, Jack Black, Carole Finn u. a. – freie Handlung, nur Figuren aus Die unendliche Geschichte übernommen (DE: Gold)[45]
- Jim Knopf (Deutschland/Frankreich, 1999, TV), Zeichentrickserie mit 52 Folgen nach den zwei Jim Knopf-Büchern
- Der Wunschpunsch (Frankreich/Kanada/Deutschland, 2000, TV), Zeichentrickserie mit 52 Folgen nach Motiven aus dem Roman Der satanarchäolügenialkohöllische Wunschpunsch
- Momo (Italien/Deutschland, 2001, TV), Zeichentrickfilm unter Regie von Enzo D’Alò
- Jim Knopf und Lukas der Lokomotivführer (Deutschland, 2018), unter der Regie von Dennis Gansel. Kinostart: 29. März 2018
- Jim Knopf und die Wilde 13 (Deutschland, 2020), unter der Regie von Dennis Gansel. Kinostart: 8. Oktober 2020

### Hörspiele und Hörbücher
Die Hörspiele, besonders dasjenige der Unendlichen Geschichte, gelten bei den Rezipienten Endes, die sowohl die Hörspiele als auch die Kinofilme kennen, nicht zuletzt aufgrund der eindringlichen Musik Frank Duvals sowie der einprägsamen Erzählstimme Harald Leipnitz’ als gelungener als die Filmadaptionen. Bis auf das Hörbuch und das Hörspiel vom satanarchäolügenialkohöllischen Wunschpunsch wurden alle Hörspiele ursprünglich von der Deutschen Grammophon für das Tochterlabel Fontana als LP produziert, gingen dann in den Vertrieb von Philips über, waren ab 1984 im Vertrieb von Karussell erst auf MC, heute schließlich als CD bei Universal erhältlich.
Hörspiele:
- Jim Knopf und Lukas der Lokomotivführer. 3 Teile, Erzähler: Michael Ende, u. a. mit: Rainer Plank und Heinz Stöwer, Musik: Aleida Montijn, Regie: Michael Ende
- Jim Knopf und die Wilde 13. 2 Teile, Erzähler: Harald Leipnitz, Regie: Anke Beckert
- Momo. 2 CD bzw. 3 (LP + MC) Teile, Erzähler: Harald Leipnitz, Musik: Frank Duval, Regie: Anke Beckert
- Die Unendliche Geschichte. 3 bzw. 2 (LP, MC und CD) Teile, Erzähler: Harald Leipnitz, Musik: Frank Duval, Regie: Anke Beckert
- Der satanarchäolügenialkohöllische Wunschpunsch. u. a. mit: Thomas Piper und Grete Wurm, Regie: Klaus-Dieter Pittrich (1991 vom WDR produziert)

Hörbücher:
- Der satanarchäolügenialkohöllische Wunschpunsch. Erzähler: Michael Ende (In den frühen 1990er Jahren produziert)
- Die Welt des Michael Ende. Geschichten und Gedanken über Freiheit, Fantasie und Menschlichkeit. ISBN 978-3-88698-468-8.

Postume Veröffentlichungen

Hörspiele:
- Die Zauberschule im Wünschelreich, u. a. mit: Achim Schülke, Günther Lüdke und Eva Michaelis, Regie: Hans-Joachim Herwald. Universal MC, 1999
- Momo. Lesung, 3 CDs, 192 Min., gesprochen von Rufus Beck, Julia Lechner, Der Audio Verlag (DAV), Berlin, 2005, ISBN 3-89813-470-9.
- Der Teddy und die Tiere und weitere Geschichten. 1 CD, 39 Min., gesprochen von Wolfgang Völz, Max Urlacher u. a., Musik: Franz Bartzsch, Produktion: MDR, Der Audio Verlag (DAV), Berlin, 2007, ISBN 978-3-89813-663-1.
- Jim Knopf und Lukas der Lokomotivführer. Lesung, 3 CDs, 246 Min., gesprochen von Ulrich Noethen, Jörg Schüttauf, Ernst-August Schepmann, Wolfgang Völz, Der Audio Verlag (DAV), Berlin, 2010, ISBN 978-3-89813-935-9. (DE: Gold (Kids-Award))
- Jim Knopf und die Wilde 13. Lesung, 3 CDs, 252 Min., gesprochen von Ulrich Noethen, Ernst-August Schepmann, Wolfgang Völz, Michael Habeck, Laura Maire, Der Audio Verlag (DAV), Berlin, 2010, ISBN 978-3-89813-936-6.
- Momo – Das Hörspiel. Hörspiel, 3 CDs, 192 Min., gelesen u. a. von Rufus Beck, Silberfisch, Hamburg 2013, ISBN 978-3-86742-710-4.
- Die unendliche Geschichte. Regie: Petra Feldhoff, Musik: Felix Rösch, Bearbeitung: Ulla Illerhaus, WDR, 2014.
- Jim Knopf und die Wilde 13 – Das Hörspiel . Hörspiel, 2 CDs, 98 Min., gelesen u. a. von Birgit Krause, Silberfisch, Hamburg 2014, ISBN 978-3-86742-262-8.
- Jim Knopf und Lukas der Lokomotivführer – Das Hörspiel , Hörspiel, 2 CDs, 98 Min., gelesen u. a. von Birgit Krause, Silberfisch, Hamburg 2014, ISBN 978-3-86742-261-1. (DE: Gold (Kids-Award))
- Die unendliche Geschichte – Das Hörspiel , Hörspiel, 6 CDs, 286 Min., gelesen u. a. von Anna Thalbach, Silberfisch, Hamburg 2014, ISBN 978-3-86742-723-4.

Hörbücher
- Das kleine Lumpenkasperle. Das Traumfresserchen. Lesung, 1 CD, 39 Min., gelesen von Uwe Friedrichsen, MDR / Der Audio Verlag (DAV), Berlin, 2006, ISBN 3-89813-497-0.
- Die unendliche Geschichte. Lesung, 9 CDs, 657 Min., gelesen von Rufus Beck, Der Audio Verlag (DAV), Berlin, 2008, ISBN 978-3-89813-717-1.
- Momo. Lesung, 5 CDs, 377 Min., gelesen von Rufus Beck, Der Audio Verlag (DAV), Berlin, 2008, ISBN 978-3-89813-771-3. (DE: Gold (Kids-Award))
- Der satanarchäolügenialkohöllische Wunschpunsch. Lesung, 4 CDs, 316 Min., gelesen von Rufus Beck, Der Audio Verlag (DAV), Berlin, 2009, ISBN 978-3-89813-771-3.
- Norbert Nackendick. Lesung, 1 CD, 65 Min., gelesen von Helmut Krauss, Der Audio Verlag (DAV), Berlin, 2009, ISBN 978-3-89813-870-3.
- Die unendliche Geschichte. Lesung, 12 CDs, 906 Min., gelesen von Gert Heidenreich, Silberfisch, Hamburg 2013, ISBN 978-3-86742-236-9. (DE: Platin (Kids-Award))
- Momo. Lesung, 7 CDs, 512 Min., gelesen von Gert Heidenreich, Silberfisch, Hamburg 2013, ISBN 978-3-86742-246-8. (DE: Gold (Kids-Award))
- Der satanarchäolügenialkohöllische Wunschpunsch. Lesung, 4 CDs, 281 Min., gelesen von Christoph Maria Herbst, Silberfisch, Hamburg 2014, ISBN 978-3-86742-720-3.
- Die unendliche Geschichte. Ungekürzte Lesung, 2 mp3-CDs, 926 Min., gelesen von Gert Heidenreich, OSTERWOLDaudio, Hamburg 2014, ISBN 978-3-86952-229-6. (DE: Platin (Kids-Award))
- Jim Knopf und die Wilde 13. Ungekürzte Lesung, 6 CDs, 450 Min., gelesen von Robert Missler, Silberfisch, Hamburg 2015, ISBN 978-3-86742-276-5. (DE: Gold (Kids-Award))
- Jim Knopf und Lukas der Lokomotivführer. Ungekürzte Lesung, 6 CDs, 450 Min., gelesen von Robert Missler, Silberfisch, Hamburg 2015, ISBN 978-3-86742-275-8. (DE: ×3Dreifachgold (Kids-Award) )
- Das große Michael-Ende-Hörbuch. Ungekürzte Lesung, 4 CDs, 239 Min., gelesen von Otto Mellies, Silberfisch, Hamburg 2015, ISBN 978-3-86742-305-2.
- Michael Ende – Der Geschichtenerzähler. Hörbuchedition, 9 CDS, 671 Min., gelesen von Stefan Kaminski u. a., OSTERWOLDaudio, Hamburg 2015, ISBN 978-3-86952-245-6.

Sonstiges
- Das Musikprojekt Dolls United erreichte im September 1995 Platz 2 der deutschen Single-Charts mit dem Musikstück Eine Insel mit zwei Bergen, dessen Text aus Zitaten der Jim Knopf-Verfilmung der Augsburger Puppenkiste besteht.

## Ausstellungen
- 2023: Fantastische Reise mit Jim Knopf, Bastian und Momo. Michael Ende – Bilder und Geschichten Ausstellung in der Ludwig Galerie Schloss Oberhausen.[47]